# ألدرين
الألدرين هو مُركّب كلور عضوي يوجد في صورة مادة صلبة عديمة اللون، وكان يستخدم كمبيد حشري على نطاق واسع حتى تسعينيات القرن العشرين، قبل أن يتم حظره في معظم البلدان. 
ينتمي مُركّب الألدرين لمجموعة مبيدات الآفات المعروفة باسم مركبات الكلور العضوية الكلاسيكية (COC). شاع استخدام مُركبات الكلور العضوية الكلاسيكية بشكل كثيف أثناء وبعد الحرب العالمية الثانية. ولعل من أشهر المبيدات الأخرى التي تنتمي لمجموعة مركبات الكلور العضوية الكلاسيكية أيضا مركب ثنائي كلورو ثنائي فينيل ثلاثي كلورو الإيثان والمعروف اختصارا باسم الدي دي تي.
كان مُركب الألدرين يستخدم بكثرة كمبيد لمعالجة البذور والتربة إلى أن حظرت معظم بلدان العالم استخدامه بعد أن أظهرت الأبحاث أن الكلور العضوي يمكن أن يكون شديد السمية للنظام البيئي من خلال التراكم الحيوي. 
أصبح الألدرين ومبيدات الآفات ذات الصلة بالسيكلودين (وهي مجموعة مبيدات الآفات المشتقة من سداسي كلورو البنتادين الحلقي) مُركبات سيئة السمعة كملوثات عضوية ثابتة.

## الخواص الكيميائية
الصيغة الجزيئي لمركب الألدرين هي C12H8Cl6، ويساوي وزنه الجزيئي 364.896 غم/مول. ينصهر الألدرين عند درجة حرارة 105 درجة مئوية، ويبلغ معامل تقسيم الأوكتانول إلى ماء له 6.5 (logP).
يكون الألدرين النقي على هيئة مسحوق بلوري أبيض اللون، وعلى الرغم من كونه غير قابل للذوبان في الماء (إذ تبلغ درجة ذوبانيته في الماء 0.003٪)، إلا أنه يذوب جيدًا في المذيبات العضوية مثل الكيتونات والبارافينات. يتحلل الألدرين ببطء شديد بعد إطلاقه في البيئة. وعلى الرغم من قدرة النباتات والبكتيريا على تحويل الألدرين بسرعة إلى الديلدرين، إلا أن الديلدرين يظل محتفظا بنفس التأثيرات السامة والتحلل البطيء للألدرين.
ينتقل الألدرين بسهولة عبر الهواء عن طريق جزيئات الغبار. ولا يتفاعل الألدرين مع الأحماض أو القواعد الخفيفة، ويظل في حالة مستقرة في بيئة ذات درجة حموضة تتراوح بين 4 و 8، ولكنه يصبح شديد الاشتعال في حال تعرضه لدرجات حرارة أعلى من 200 درجة مئوية ويتفاعل في وجود عوامل مؤكسدة مع الأحماض المركزة والفينولات.

## الإنتاج
لا يتكون مُركب الألدرين في الطبيعة، وإنما يُنتَج صناعياً عن طريق تفاعل سداسي كلورو حلقي البنتاديين مع النوربورنادين في تفاعل ديلز ألدر. حضرت تركيبة الألدرين من الدرجة التقنية لأول مرة في عام 1967 والتي تتكون من 90.5٪ من سداسي كلورو سداسي هيدرو ثنائي ميثانو النفثالين (HHDN).

إنتاج الألدرين من تفاعل ديلز-ألدر

وبالمثل، ينتج مصاوغ الألدرين، والمعروف باسم الإيزودرين، عن طريق تفاعل سداسي كلورونوبورنادين مع حلقي البنتاديين. كما ينتج الأيزودرين أيضًا كمنتج ثانوي لتخليق الألدرين، مع الألدرين التقني الذي يحتوي على حوالي 3،5٪ إيزودرين.
سُمّي مُركّب الألدرين بهذا الاسم نسبة إلى الكيميائي الألماني كورت ألدر أحد مخترعي هذا النوع من التفاعل. قُدّر الإنتاج العالمي من مُركب الألدرين ومبيدات الآفات ذات الصلة بالسيكلودين في الفترة ما بين عامي 1946 و1976 بنحو 270 مليون كيلوغرام.

## الوفرة
هناك العديد من الأشكال المتاحة من مركب الألدرين، ومن بينها الأيزودرين، والذي لا يمكن العثور عليه في الطبيعة، ولكنه يُصنع مثل الألدرين. عندما يدخل الألدرين إلى جسم الإنسان أو البيئة فإنه يتحول بسرعة إلى الديلدرين، ويمكن أن يؤدي التحلل الناتج عن الأشعة فوق البنفسجية أو الميكروبات إلى تحويل الديلدرين إلى فوتوديلدرين والألدرين إلى فوتوألدرين.

## آلية العمل
على الرغم من اكتشاف العديد من التأثيرات السامة للألدرين، إلا أن الآليات الدقيقة الكامنة وراء السمية لم يتم تحديدها بعد. العملية الوحيدة التي يسببها الألدرين السامة والمفهومة إلى حد كبير هي السمية العصبية.

### السمية العصبية
تُعد السمية العصبية واحدة من الآثار التي يسببها التسمم بالألدرين، حيث أظهرت الدراسات أن الألدرين يعمل على تحفيز الجهاز العصبي المركزي، مما قد يسبب فرط الاستثارة والنوبات الصرعية. تحدث هذه الظاهرة تأثيرها من خلال آليتين مختلفتين.
تستخدم إحدى الآليات قدرة الألدرين على تثبيط إنزيمات الأدينوسين ثلاثي فوسفات الكالسيوم في الدماغ. تعمل هذه الإنزيمات على تخليص العصب من الكالسيوم عن طريق ضخه بشكل فعال، ولكن عندما يثبط الألدرين هذه الإنزيمات، ترتفع مستويات الكالسيوم داخل الخلايا، وينتج عن هذا إطلاق محسن للناقل العصبي.
تستفيد الآلية الثانية من قدرة الألدرين على منع نشاط حمض الغاما أمينوبوتيريك (GABA)، وهو ناقل عصبي مثبط رئيسي في الجهاز العصبي المركزي. يؤدي الألدرين إلى إحداث تأثيرات سمية عصبية عن طريق منع قنوات مستقبلات الكلوريد المركبة في مستقبلات حمض الغاما-أمينوبوتيريك مما يمنع فرط استقطاب النواقل العصبية.

## التمثيل الغذائي
ليست هناك حتى الآن دراسات بشأن استقلاب الألدرين عن طريق الفم عند البشر، إلا إن الدراسات التي أجريت على الحيوانات قادرة على تقديم نظرة عامة شاملة على عملية التمثيل الغذائي للألدرين، ويمكن أن تكون هذه البيانات مفيدة بالنسبة للبشر.
يبدأ التحول الحيوي للألدرين بإيبوكسدة الألدرين بواسطة الأكسيدات المختلطة الوظائف (CYP-450)، والتي تشكل الديلدرين. يحدث هذا التحويل بشكل رئيسي في الكبد. تستخدم الأنسجة ذات تعبير CYP-450 المنخفض سينثاز إندوبيروكسيد البروستاغلاندين (PES) بدلاً من ذلك. يقوم هذا المسار التأكسدي بتكوين ثنائي أكسجين حمض الأراكيدونيك إلى البروستاغلاندين، والذي يختزل بعد ذلك ويتحول إلى ثنائي هيدروجين حمض أراكيدونيك البروستاغلاندين H2 (PGH2) عن طريق الهيدروبيروكسيداز.
يمكن بعد ذلك أكسدة الديلدرين مباشرة بواسطة أوكسيديز السيتوكروم، والذي يشكل 9-هيدروكسيدلدرين. يتضمن أحد البدائل للأكسدة فتح الحلقة الإبوكسية بواسطة هيدرات إيبوكسيد، والتي تشكل المنتج 6،7-ديهيدروكسي ديهيدروألدرين. يمكن اقتران كلا المنتجين لتشكيل 6،7-عبر-ثنائي هيدروكسي ديهيدروألدرين جلوكورونيد و 9-هيدروكسيدلدرين جلوكورونيد، على التوالي. يمكن أيضًا أكسدة 6،7-trans-dihydroxydihydroaldrin لتشكيل حمض الألدرين ثنائي الكربوكسيل.

## الأثار البيئية
يُعتبر الألدرين مركب محب للدهون بشدة مثله في ذلك مثل مبيدات الآفات متعددة الكلور الشبيهة الأخرى، وتبلغ قابليته للذوبان في الماء 0.027 مجم / لتر فقط مما يزيد من ثباته في البيئة، لذا حظرت اتفاقية ستوكهولم بشأن الملوثات العضوية الثابتة انتاجه واستخدامه، كما أن انتاجه محظور في الولايات المتحدة الأمريكية منذ عام 1974، ويحظر الاتحاد الأوروبي استخدامه في عمليات وقاية النبات.
تتراوح الجرعة المميتة من الألدرين في حالة الابتلاع الفموي بالنسبة للجرذان من 39 إلى 60 مجم / كجم من الكتلة. أما بالنسبة للأسماك، فهو مادة شديدة السمية، حيث تتراوح الجرعة المميتة منه ما بين 0.006 - 0.01 في حالة أسماك السالمون المرقط.
صٌنف الألدرين باعتباره مادة شديدة الخطورة في الولايات المتحدة الأمريكية على النحو المحدد في القسم 302 من قانون التخطيط للطوارئ وحق المجتمع في المعرفة بالولايات المتحدة، كما تعتبر كل من إدارة السلامة والصحة المهنية الأمريكية، والمعهد الوطني الأمريكي للسلامة والصحة المهنية الألدرين مادة مسرطنة مهنية محتملة. وضعت هذه الوكالات حداً للتعرض المهني لمادة الألدرين عن طريق الجلد عند 0.25 ملليغرام لكل متر مكعب على مدى ثماني ساعات في المتوسط المرجح زمنياً، كما حددتا حد الخطورة الفورية على الحياة أو الصحة من المادة عند 25 ملليغرام لكل متر مكعب، يتفاعل البشر بشكل حاد وفقا للبيانات مع سمية مادة الألدرين، حيث تظهر التشنجات العصبية في غضون 20 دقيقة من التعرض للمادة.